# Daniel z Egiptu
Święty Daniel z Egiptu, cs. Muczenik Daniił Jegiptjanin, (zm. 16 lutego 309) – Egipcjanin, święty Kościoła katolickiego i prawosławnego, męczennik.
Z potrzeby serca wraz z Eliaszem, Izajaszem, Jeremiaszem i Samuelem towarzyszył chrześcijanom skazanym za wyznawanie wiary na przymusowe roboty w kamieniołomach Cylicji. Gdy wracali stamtąd, zatrzymano ich i u bram Cezarei poddano przesłuchaniom. Wobec prefekta Firmiliana jako swoje imiona podali imiona starotestamentowych proroków, a jako miejsce zamieszkania Jeruzalem niebieskie. W ten sposób chcieli podkreślić, że są nowym Izraelem, narodem wybranym. Gdy poddano ich torturom, aby wydobyć kolejne informacje, odmówili zeznań. Po bezskutecznych namowach, aby wyparli się wiary w Chrystusa zostali ścięci.
Wspomnienie liturgiczne św. Daniela i pozostałych męczenników w Kościele katolickim obchodzone jest 16 lutego, natomiast cerkiew prawosławna wspomina ich 16 lutego/1 marca (29 lutego), tj. 1 marca (lub 29 lutego w roku przestępnym) według kal. gregoriańskiego.
Zobacz też
- modlitwa za pośrednictwem świętego
- święci i błogosławieni Kościoła katolickiego
- święci prawosławni